# Le Tour d'écrou (téléfilm, 2009)
Pour plus de détails, voir Fiche technique et Distribution.
Le Tour d'écrou (The Turn of the Screw), est un téléfilm britannique diffusé en 2009, réalisé par Tim Fywell. Cette œuvre est inspirée du roman de Henry James Le Tour d'écrou, paru pour la première fois en 1898.

## Synopsis
Londres, 1921. Dans un hôpital accueillant les blessés et les malades de la Première Guerre mondiale, un psychiatre tente d'aider Anne, une jeune femme qu'il considère de prime abord comme étant une malade mentale. Un matin, elle réussit à lui parler et lui dit en chuchotant « J'ai vu le diable ». Le psychiatre, surpris, lui demande de lui raconter ce qui s'est passé au manoir où elle a séjourné pendant quelque temps pour s'occuper de deux enfants. Elle commence alors son récit.
Quelques mois plus tôt, Anne a été engagée comme gouvernante par un riche aristocrate pour s'occuper de ses deux neveux orphelins, Miles et Flora. Arrivée dans le manoir, Anne a tout d'abord rencontré Flora, dont l'attitude était étrange. Quelques jours après, Miles, un jeune garçon très gentil, brillant élève à l'école, arrive au manoir. Une fois les enfants réunis, Anne découvre qu'ils font souvent des gestes bizarres. Puis, elle apprend que Miles ne pourra plus retourner à l'école car il a été renvoyé pour une raison grave. Après avoir discuté un long moment avec une des servantes de la demeure, elle apprend plus tard que la précédente gouvernante, Emily Jessel, et son amant, Peter Quint, sont tous deux morts dans des circonstances étranges. Elle pense donc que les enfants sont possédés par les esprits de ces deux personnes. Rapidement, des phénomènes surnaturels surviennent au manoir : apparitions, murmures et bruits suspects inquiètent la jeune gouvernante.

## Distribution
- Michelle Dockery (VF : Dorothée Pousséo) : Anne
- Eva Sayer : Flora
- Josef Lindsay (VF : Tom Trouffier) : Miles
- Dan Stevens (VF : Sébastien Desjours) : Dr Fisher
- Mark Umbers (VF : Arnaud Arbessier) : le Maître
- Edward MacLiam : Peter Quint
- Katie Lightfoot (VF : Delphine Braillon) : Emily Jessel
- Nicola Walker : Carla
- Sue Johnston : Sarah Grose

 Source et légende : version française (VF) sur RS Doublage

## Public
- Déconseillé aux moins de 10 ans.